# دبيق حلبي
الدبيق الحلبي (باللاتينية: Bupleurum aleppicum) نوع نباتي ينتمي إلى جنس الدبيق من الفصيلة الخيمية.

## الموئل والانتشار
موطن هذا النوع بلاد الشام وتركيا.